# Gibberellin
A gibberellinek növényi hormonok. Fokozzák a sejtek növekedését, a kambium sejtek osztódását. Hatásukat auxin jelenlétében fejtik ki. Hiányukban a növény alacsony termetű, törpenövésű lesz.
Kísérletben bizonyították hatását: szőlőre permetezve megnöveli a terméshozamot.